# Yubileyny
Yubileyny (em russo: Юбиле́йный) é uma cidade da Rússia situada no óblast de Moscou. Localiza-se próxima ao Rio Kliazma, à 7 km ao nordeste do Anel Rodoviário de Moscou, e tem uma população de cerca de 33.237 habitantes (2010). 